# David Isaäk Schorer
Jhr. mr. David Isaäk Schorer (Middelburg, 24 maart 1764 − aldaar, 19 maart 1828) was een Nederlands bestuurder.

## Biografie
Schorer was een lid van de familie Schorer en een zoon van mr. Johan Guilielmus Schorer, heer van Sint-Philipsland (1733-1783), schepen en raad in de vroedschap van Middelburg, en diens eerste echtgenote Anna Henriëtta de Perponcher-Maisonneuve (1734-1768). In 1813 (tot 1814) werd hij burgemeester van Middelburg en opnieuw vanaf 1816 wat hij tot 1823 zou blijven. Daarnaast was hij lid van provinciale en gedeputeerde staten van Zeeland.
Hij trouwde in 1788 met Dana Elisabeth van Visvliet (1767-1824) met wie hij vier kinderen kreeg. Zijn dochter jkvr. Petronella Johanna Schorer (1791-1862) trouwde in 1817 met mr. Johan Adriaan baron van der Heim, heer van Duivendijke (1791-1870), minister van Financiën en Binnenlandse Zaken. Zijn zoon jhr. Johan Hendrik Schorer (1792-1841) was ook lid van de gemeenteraad van Middelburg en lid van provinciale staten van Zeeland. Zijn zoon jhr. mr. Jacob Guilielmus Schorer, heer van Sint-Philipsland (1795-1860) was ook lid van de raad van Middelburg. Zijn kleinzoon jhr. mr. Johan Willem Meinard Schorer (1834-1903) werd ook burgemeester van Middelburg en later commissaris van de Koning(in) en vicepresident van de Raad van State.
- International Standard Name Identifier: 0000 0004 2308 3611
- Nederlandse Thesaurus van Auteursnamen: 353836958
- Virtual International Authority File: 305801030
- WorldCat: E39PBJhX76CfRp7Rfp6G3V3vpP